# Sea Change
Sea Change —en español: Cambio radical— es el octavo álbum de estudio del músico estadounidense Beck, lanzado el 24 de septiembre de 2002 a través de DGC/Interscope y contó con la producción de Beck Hansen y Nigel Godrich. El álbum es uno de los discos más importantes de Beck y el segundo en colaboración con Nigel Godrich. 
El mismo contiene canciones de estilo experimental y se destaca por el empleo de violines y violonchelos, y de un estilo más lento que las canciones de discos anteriores. Las letras irónicas fueron reemplazadas por letras con contenido más sincero. También evitó el muestreo intensivo de sus álbumes anteriores. El álbum salió al mercado en cuatro estilos de arte diferentes. En las entrevistas, Beck citó la ruptura con su novia de mucho tiempo, como la mayor influencia en el álbum.
Alcanzó el puesto número #8 en el Billboard 200, siendo esta la última certificación de oro en marzo de 2005 de la Recording Industry Association of America. El álbum recibió elogios de la crítica, con varios comentarios calificándolo como la "obra magna" de Beck, que ha seguido creciendo en estatura desde su lanzamiento, con la inclusión en listas de "mejores de la década" y "lo mejor de todos los tiempos". Los críticos elogiaron el cambio de un estilo experimental a uno simple y emocional.

## Historia

### Antecedentes
Al término de la gira de su anterior trabajo, Midnite Vultures (1999), Beck y su novia desde hacía ya nueve años, la estilista Leigh Limon, terminaron su relación. Beck, tres semanas antes de cumplir 30 años, descubrió que Limon le había engañando con un miembro de la banda de Los Ángeles Whiskey Biscuit. Beck caducó en un período de melancolía e introspección, durante los cuales escribió las pistas sombrías, basado en la acústica más tarde encontradas en Sea Change. Escribió la mayoría de las 12 canciones en una semana, pero luego las dejó de lado. Después de un tiempo, decide grabarlas. En 2001, Beck llama su frecuente productor Nigel Godrich para producir las canciones. Hansen pretende grabar el álbum a finales de 2001, pero debido a los ataques del 11 de septiembre, decide postergarlo. Antes de trabajar con Godrich, Beck grabó canciones con Dan "The Automator" Nakamura en enero de 2002 en preparación para el nuevo registro, pero finalmente las canciones de esas sesiones no estuvieron presentes en Sea Change. Muchas canciones del álbum también se realizaron en vivo antes del lanzamiento, como "Lost Cause" y "Evil Things", este último no se registró debido a la pérdida de tiempo.

### Grabación y producción
Beck y su grupo de músicos entraron en el estudio con la intención de hacer un registro basado en lo acústico, similar a lo hecho en Mutations. En el proceso de grabación, Beck le dijo a Godrich que él esperaba grabar una canción por día, similar al proceso de Mutations. Sin embargo, cada canción acabó llevando por lo menos dos días de grabación, debido a los arreglos orquestales. Los socios musicales en el estudio incluyen al multinstrumentista Jon Brion, el baterista James Gadson, y el guitarrista Jason Falkner, así como los socios musicales desde hace mucho tiempo, el tecladista Roger Joseph Manning Jr., el bajista Justin Meldal-Johnsen, el baterista Joey Waronker, el guitarrista Smokey Hormel y la violonchelista Suzie Katayama. Además, el padre de Beck, David Campbell, proporciona arreglos de cuerda. Joey Waronker dejó la grabación para viajar a Hawái; James Gadson completó su parte los días restantes.
La grabación comenzó tan pronto como la banda entró a los Ocean Way Studios en Los Ángeles el 6 de marzo de 2002. Mucho material del álbum fue grabado en vivo, con efectos adicionales (incluyendo campanas y cuerdas), agregados más adelante. A fin de capturar la inmediatez del material, los artistas trabajaron rápidamente y espontáneamente. Durante la producción, Beck se dio cuenta de que su voz se había vuelto significativamente más profunda. "Antes de que registráramos", dijo Godrich, "hemos escuchado Mutations y su voz sonaba como Mickey Mouse. Su rango se ha reducido. Ahora cuando abre la boca, sale una gran vibración. Es bastante notable. Él tiene un tono increíble." Al final de la producción, el grupo de músicos tuvieron que trabajar más rápido de lo que pensaban. Finalmente, la grabación duró un poco más de tres semanas y el álbum fue mezclado a partir de allí, y finalizó el 7 de mayo. En una sesión, Hansen comenzó a rasguear su famoso sencillo de 1995 "It's All in Your Mind" al azar antes de comenzar una nueva canción, y Godrich, que quedó encantado, comento "Tenemos que hacer esto".
"Ship in the Bottle" era la única pista completa no incluida en el registro. "Era la canción super-pop del disco," dijo Beck en una entrevista del 2002. Finalmente, "Ship in the Bottle" fue lanzada en la versión japonesa de Sea Change y más adelante en la versión remasterizada del álbum.

### Música
El álbum se basa en un conjunto de canciones acústicas, que muestran el lado reflexivo del cantautor Beck. El cambio de género se define como una transformación amplia, que refleja la salida en el estilo del anterior álbum de Beck Midnite Vultures y de las grabaciones anteriores, basadas en los samples, así como el deseo de Beck de dar a cada álbum una identidad. Los orígenes para el sonido único y apasionado del álbum habían sido acumulandos durante años, según Beck en una entrevista de 2002: "hay hilos de lo que he hecho antes. Si usted escucha mis anteriores B-sides, escuchará este disco. He estado queriendo hacer este disco durante años", explicó. A pesar de la dificultad inicial para decidir el nombre, el título proviene de "Little One", la undécima pista en el álbum. Las grabaciones de Sea Change incluyen temas de amores rotos, desolación, soledad, etc. Aunque a menudo se compara con Mutations, Beck, consideró el álbum, en una entrevista de 2008, como un órgano más representativo de su álbum de 1994 One Foot in the Grave, y "más representativo de lo que yo estaba haciendo [en los primeros días]".
Sea Change es la forma más hermosa de componer un corazón roto, alejar los fantasmas y reinventarse a partir de una experiencia dolorosa. Es la experiencia del dolor pariendo belleza y sanación, es la experiencia mística del artista comprometido con el arte y la vida. Sea Change es un mar que nos recorre por dentro, erizándonos la piel, entre el llanto y la desnudez. Con esta producción Beck rompió esquemas de sus anteriores producciones, para pasar de las estructuras intelectuales y experimentales a la delicada línea de lo personal, del sentimiento palpable, de los sufrimientos no compartidos, las letras se tornan directas pero con ese manejo oportuno para alejarlo de lo lastimero, al fin y al cabo el intelecto y talento lo levantan para dejar un disco excelente, minimalista, orgánico, directo, con sonidos que se pierden en el viento y se conservan en los recuerdos.

### Promoción y lanzamiento
Antes de su lanzamiento, los comerciantes se preocuparon por el impacto comercial de Sea Change debido a su sonido. Los analistas predijeron que el álbum no recibiría apoyo en las emisoras de radio, observando la reputación de Beck, los elogios de la crítica y la posibilidad de múltiples nominaciones a los Grammy podrían compensar un sonido no comercial. La fecha de lanzamiento del álbum fue anunciada el 31 de mayo de 2002. Además, la lista inicial de canciones del álbum también fue lanzada, con canciones en un orden muy diferente que su versión definitiva, así como incluyendo la pista "Ship in the Bottle". El título del álbum fue anunciado en agosto de 2002. En la promoción del disco, las nuevas canciones del álbum fueron puestas en libertad en orden cronológico semanalmente a través de la Página web de Beck en julio y agosto de 2002. Finalmente, el álbum fue lanzado el 24 de septiembre de 2002.
En el momento del lanzamiento, un álbum de cuatro pistas llamado Sea Change Album Sampler fue lanzado. Se empaqueto como un CD sencillo y contuvo las pistas siguientes:

| N.º   | Título           | Duración |  |
| 1.    | «Lost Cause»     | 3:47     |  |
| 2.    | «Paper Tiger»    | 4:36     |  |
| 3.    | «Round The Bend» | 5:15     |  |
| 4.    | «Sunday Sun»     | 4:44     |  |
| 18:22 |                  |          |  |

### Obra
Sea Change fue lanzado con cuatro portadas distintas, cada versión contiene material gráfico digital distinto por Jeremy Blake en el CD y el folleto. Había también diferentes mensajes ocultos (fragmentos líricos) escritos debajo de la bandeja del CD de cada versión. El arte de la cubierta original del álbum fue utilizado como una efigie en el vídeo musical del sencillo "Lost Cause".

## Recepción
En 2002, Sea Change fue uno de los dos álbumes en recibir la más alta calificación de cinco estrellas en la revista Rolling Stone, el otro álbum fue The Rising de Bruce Springsteen. La revista llegó a llamarlo el mejor álbum del año 2002. Al año siguiente, el álbum ocupó el puesto número 440 en la lista Los 500 mejores álbumes de todos los tiempos según Rolling Stone. También ocupó el puesto número 17 en la lista de los "100 mejores discos de los 00s" de Rolling Stone.
Sea Change alcanzó el puesto #8 en el Billboard Top 200 chart y fue finalmente certificado de oro en marzo de 2005. En el UK Charts alcanzó el puesto #20. A partir de julio de 2008, el álbum ha vendido 680.000 copias en los Estados Unidos. El álbum fue reeditado en un formato remasterizado por Mobile Fidelity Sound Lab en el mes de junio del año 2009.
Se dice que el concepto de sonido del álbum está inspirado en el sonido del álbum Histoire de Melody Nelson de Serge Gainsbourg. Los críticos también han comparado las melodías acústicas y relajadas de Sea Change a las obras del cantautor británico Nick Drake y a las del álbum de 1975 Blood on the Tracks, del músico Bob Dylan.

## Sea Changetour
Sea Change rindió muchos tours en apoyo, el primero de los cuales comenzó como una gira discreta basada en lo acústico, en un teatro en agosto de 2002. Cada show dio un ambiente lúdico, enérgico, con Beck contando chistes entre actuaciones y una aparición sorpresa en el show: Jack White de The White Stripes, el 11 de agosto. Un largo tour estaba previsto para octubre de 2002, con la banda The Flaming Lips como apertura, así como banda de acompañamiento de Beck. La gira comenzó en octubre y terminó en noviembre de 2002.
Durante la gira de Sea Change, Beck varió la lista y experimentó con las estructuras de la canción, cambiando los arreglos cada noche como una forma de romper la previsibilidad. En el cierto deseo de Beck para la reinterpretación de sus canciones, despidió a su banda de gira desde hace mucho tiempo y al grupo con el que trabajó en Sea Change poco antes de que comenzara la gira. Entre nuevas y viejas canciones en cada concierto, Beck realizó numerosos covers, como "No Expectations" de The Rolling Stones, "Kangaroo" de Big Star, "Beechwood Park" de The Zombies y "Sunday Morning", de The Velvet Underground. Descrito como "impresionante" por David Fricke de Rolling Stone, Fricke amplió también sus declaraciones: "fue un ajuste perfecto — canciones sobre el compromiso y la pérdida, escrito y cantado por los heridos."

## Lista de canciones
| N.º   | Título                  | Escritor(es) | Duración |  |
| 1.    | «The Golden Age»        | Beck Hansen  | 4:35     |  |
| 2.    | «Paper Tiger»           | Beck Hansen  | 4:36     |  |
| 3.    | «Guess I'm Doing Fine»  | Beck Hansen  | 4:49     |  |
| 4.    | «Lonesome Tears»        | Beck Hansen  | 5:38     |  |
| 5.    | «Lost Cause»            | Beck Hansen  | 3:47     |  |
| 6.    | «End of the Day»        | Beck Hansen  | 5:03     |  |
| 7.    | «It's All in Your Mind» | Beck Hansen  | 3:06     |  |
| 8.    | «Round the Bend»        | Beck Hansen  | 5:15     |  |
| 9.    | «Already Dead»          | Beck Hansen  | 2:59     |  |
| 10.   | «Sunday Sun»            | Beck Hansen  | 4:44     |  |
| 11.   | «Little One»            | Beck Hansen  | 4:27     |  |
| 12.   | «Side of the Road»      | Beck Hansen  | 3:23     |  |
| 52:24 |                         |              |          |  |

| Pistas adicionales en el lanzamiento japonés |                      |          |  |
| N.º                                          | Título               | Duración |  |
| 13.                                          | «Ship in the Bottle» | 3:11     |  |

| Pistas adicionales en la reedición de Mobile Fidelity Sound Lab |                      |          |  |
| N.º                                                             | Título               | Duración |  |
| 13.                                                             | «Ship in the Bottle» | 3:11     |  |

## Personal
Créditos de Sea Change adaptado de Allmusic.
| Músicos - Beck Hansen – voz, guitarra acústica, coros, guitarra eléctrica, percusión, sintetizadores, glockenspiel, banjo, armónica, teclados, pianos, arreglos de cuerdas y wurlitzer - Smokey Hormel – guitarra eléctrica, guitarra acústica, guitarra acústica slide, percusión, coros, saxofón de bambú, piano, grabadora - Justin Meldal-Johnsen – bajo eléctrico, contrabajo, percusión, coros, xilófono, guitarra eléctrica, piano - Roger Joseph Manning Jr. – clavicordio, sintetizador, coros, percusión, piano, wurlitzer, banjo, banjo, glockenspiel, armonio - Joey Waronker – batería, percusión, coros, beatbox - James Gadson – batería - Jason Falkner – guitarra eléctrica, coros, percusión - David Campbell – arreglos de cuerdas, conducción - Nigel Godrich – teclados, percusión, arreglo de cuerdas, sintetizadores - Suzie Katayama – violonchelo | Producción - Nigel Godrich– producción, ingeniero, mezcla - Paul Bishow – productor ejecutivo - Darrell Thorp – asistente de ingeniería - Bob Ludwig – masterización - Elliot Scheiner – SACD/DVD-A sonido surround mix Obra de arte - Autumn de Wilde – Fotos de la portada - Jeremy Blake – obra de arte - Kevin Reagan, Beck – dirección de arte, diseño - Ekaterina Kenney – director creativo |

## Lanzamiento
| Región         | Fecha                    | Sello                     | Formato          | catálogo    | Referencia(s) |
| -------------- | ------------------------ | ------------------------- | ---------------- | ----------- | ------------- |
| Mundial        | 24 de septiembre de 2002 | Geffen                    | Descarga digital | —           | [ 20 ]        |
| Argentina      | 24 de septiembre de 2002 | Geffen                    | CD               | 493393-2    | [ 20 ]        |
| Australia      | 24 de septiembre de 2002 | Geffen                    | CD               | 4933932-A   | [ 20 ]        |
| Canadá         | 24 de septiembre de 2002 | Geffen                    | CD               | B00006F7S4  | [ 20 ]        |
| Europa         | 24 de septiembre de 2002 | Geffen                    | CD               | 493 393-2   | [ 20 ]        |
| Japón          | 24 de septiembre de 2002 | Geffen                    | CD               | 493 393-2   | [ 20 ]        |
| Reino Unido    | 24 de septiembre de 2002 | Geffen                    | CD               | B00006F7S4  | [ 20 ]        |
| Estados Unidos | 24 de septiembre de 2002 | Geffen                    | CD               | 069493393   | [ 20 ]        |
| Estados Unidos | 24 de septiembre de 2002 | Geffen                    | LP               | B0004372-01 | [ 20 ]        |
| Estados Unidos | 24 de septiembre de 2002 | Geffen                    | SACD             | 069493537 2 | [ 20 ]        |
| Estados Unidos | 16 de diciembre de 2003  | Geffen                    | DVD-A            | B0001840-19 | [ 20 ]        |
| Estados Unidos | 30 de junio de 2009      | Mobile Fidelity Sound Lab | CD               | UDCD 780    | [ 20 ]        |
| Estados Unidos | 30 de junio de 2009      | Mobile Fidelity Sound Lab | LP               | MFSL 2-308  | [ 20 ]        |